# Seminole-oorlogen
De Seminole-oorlogen zijn drie oorlogen gevochten op het grondgebied Florida tussen de inheemse Amerikanen in de Verenigde Staten, de Seminole en de soldaten van de Verenigde Staten van 1818 tot 1858.

## Achtergrond
Na de Creekoorlog (1813-1814), een oorlog tegen de Muscogee-indianen, vluchtten heel wat inheemse Amerikanen, naar Spaans Florida. Spaans Florida werd niet alleen een toevluchtsoord voor indianen, maar ook voor gevluchte zwarte slaven, Zwarte Seminoles genaamd.

## Eerste Seminole-oorlog (1818-1819)
De toekomstige president Andrew Jackson vond dat er moest worden ingegrepen en viel op 15 maart 1818 Florida binnen. Spanje kon geen vuist maken en met het Adams-Onísverdrag in 1819 verkocht Spanje, Florida aan de Verenigde Staten. In 1821 vestigde zich de eerste Amerikaanse gouverneur en in 1823 werd het verdrag van Moultrie Creek opgesteld, dat bepaalde dat inheemse Amerikanen zich moesten vestigen in een Indianenreservaat. De fout, die werd begaan, was dat de indianen geen gezamenlijke groep vormden en er heel wat spanningen waren onderling. Eenmaal president in 1829, keurde Andrew Jackson de Indian Removal Act, de verwijdering van de indianen, goed. Het verdrag van Payne's Landing in 1832 gaf de Seminoles drie jaar de tijd om zich ten westen van de Mississippi te vestigen.

## Tweede Seminole-oorlog (1835-1842)
Hoofd Micanopy ging niet akkoord met de deportatie en kwam in opstand. De twee eerste jaren onder leiding van Osceola liep de oorlog voor de Seminole voorspoedig. Generaal Thomas Jesup kon onder een vals voorwendsel, het sluiten van een vredesverdrag, Micanopy en Osceola gevangennemen. Nadien was de tactiek van Jesup om de indianen op te jagen en uit te hongeren. Generaal William J. Worth zal uiteindelijk de regering kunnen overtuigen om de oorlog te stoppen en de indianen te laten terugkeren naar hun reservaat.

## Derde Seminole-oorlog (1855-1858)
Alhoewel de oorlog was stopgezet, bleven er schermutselingen. De oproep om alle indianen te verwijderen werd steeds luider. Het aantal kolonisten nam toe en de spanningen werden heviger. Na een reeks van provocaties was het voor indianenleider Billy Bowlegs de maat vol en hij startte een guerrillaoorlog. Uiteindelijk moest hij de duimen leggen en verliet hij Florida na het ontvangen van een afkoopsom. Een kleine minderheid van de Seminole-indianen vluchtte naar de moerassen van de Everglades.